# Colin Hanks
Colin Hanks (født Colin Lewes Dillingham 24. november 1977 i Sacramento i Californien) er en amerikansk skuespiller. Han kommer fra Sacramento i Californien og er søn af Tom Hanks og Samantha Lewes.
Colin er kendt fra TV-serien Roswell og medvirkede som «Preston» i Peter Jacksons storsatsning King Kong.